# الثورة الصناعية الرابعة
الثورة الصناعية الرابعة (4IR) هي العصر الصناعي الرئيسي الرابع منذ الثورة الصناعية الأولى في القرن الثامن عشر. يتميز بدمج التقنيات التي تطمس الخطوط الفاصلة بين المجالات المادية والرقمية والبيولوجية. ويتميز هذا البرنامج باختراق التكنولوجيا الناشئة في عدد من المجالات، بما في ذلك الروبوتات، والذكاء الاصطناعي، و blockchain ، وتكنولوجيا النانو، والحوسبة الكمومية، والتكنولوجيا الحيوية، وإنترنت الأشياء، والطباعة ثلاثية الأبعاد، والمركبات المستقلة. وقد ربطها كلاوس شواب مع «العصر الثاني للآلة»  من حيث آثار الرقمنة والذكاء الاصطناعي (AI) على الاقتصاد، لكنه أضاف دورا أوسع للتقدم في التقنيات البيولوجية. إنه يعرقل كل الصناعات تقريبًا في كل بلد. وتبشر اتساع وعمق هذه التغييرات بتحويل أنظمة الإنتاج والإدارة والحكم بأكملها.
رأى شواب كجزء من هذه الثورة «اختراقات تكنولوجية ناشئة» في مجالات مثل الذكاء الاصطناعي، والروبوتات، وإنترنت الأشياء، والمركبات ذاتية التحكم، والطباعة ثلاثية الأبعاد، والحوسبة الكمومية، وتكنولوجيا النانو. من المتوقع أن تشهد الموجة الرابعة من الثورة الصناعية التنفيذ المكثف للعديد من التقنيات الناشئة ذات الإمكانات العالية للتأثيرات المدمرة.

## مراحل الثورات الصناعية

### الثورة الصناعية الأولى

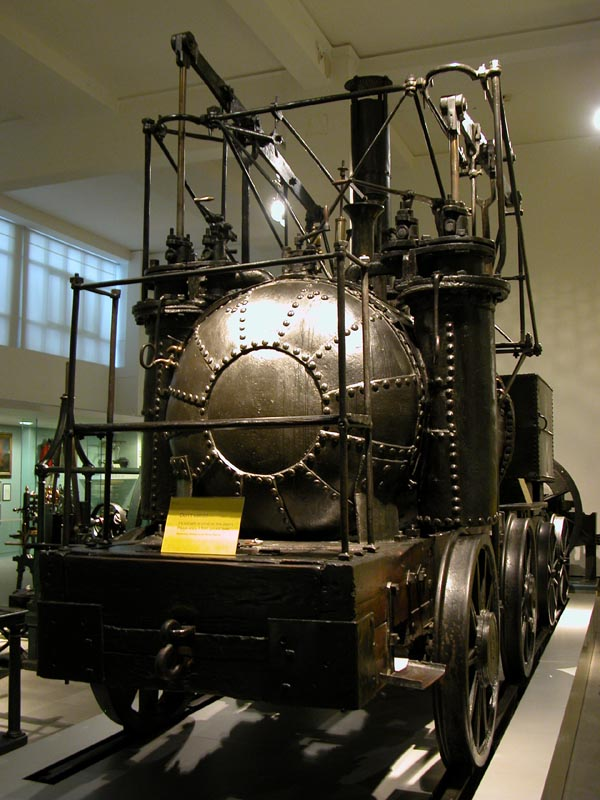
صورة لمحرك البخار "بوفينج بيلي" الذي تم التقاطه في متحف العلوم في لندن

وقعت الثورة الصناعية الأولى في القرنين الثامن عشر والتاسع عشر في أوروبا وأمريكا. كانت فترة أصبحت فيها المجتمعات الريفية الزراعية، في معظمها، صناعية وحضرية. لعبت صناعات الحديد والنسيج أدوارا مركزية في الثورة الصناعية، جنبا إلى جنب مع تطوير محرك البخار.

#### الثورة الصناعية الثانية
حدثت الثورة الصناعية الثانية بين عامي 1870 و 1914، أي قبل الحرب العالمية الأولى. كانت فترة نمو للصناعات القائمة وتوسعة صناعات جديدة، مثل الفولاذ والنفط والكهرباء، واستخدام الطاقة الكهربائية لإنتاج ضخم. وشملت التطورات التكنولوجية الرئيسية خلال هذه الفترة الهاتف والمصباح الكهربائي والفونوغراف ومحرك الاحتراق الداخلي.

### الثورة الصناعية الثالثة
تشير الثورة الصناعية الثالثة، أو الثورة الرقمية، إلى تقدم التكنولوجيا من الأجهزة الإلكترونية والميكانيكية التناظرية إلى التكنولوجيا الرقمية المتاحة اليوم. بدأ الحقبة خلال الثمانينيات وما زالت مستمرة. تشمل التطورات التي حدثت خلال الثورة الصناعية الثالثة الكمبيوتر الشخصي والإنترنت وتكنولوجيا المعلومات والاتصالات (ICT).

### الثورة الصناعية الرابعة

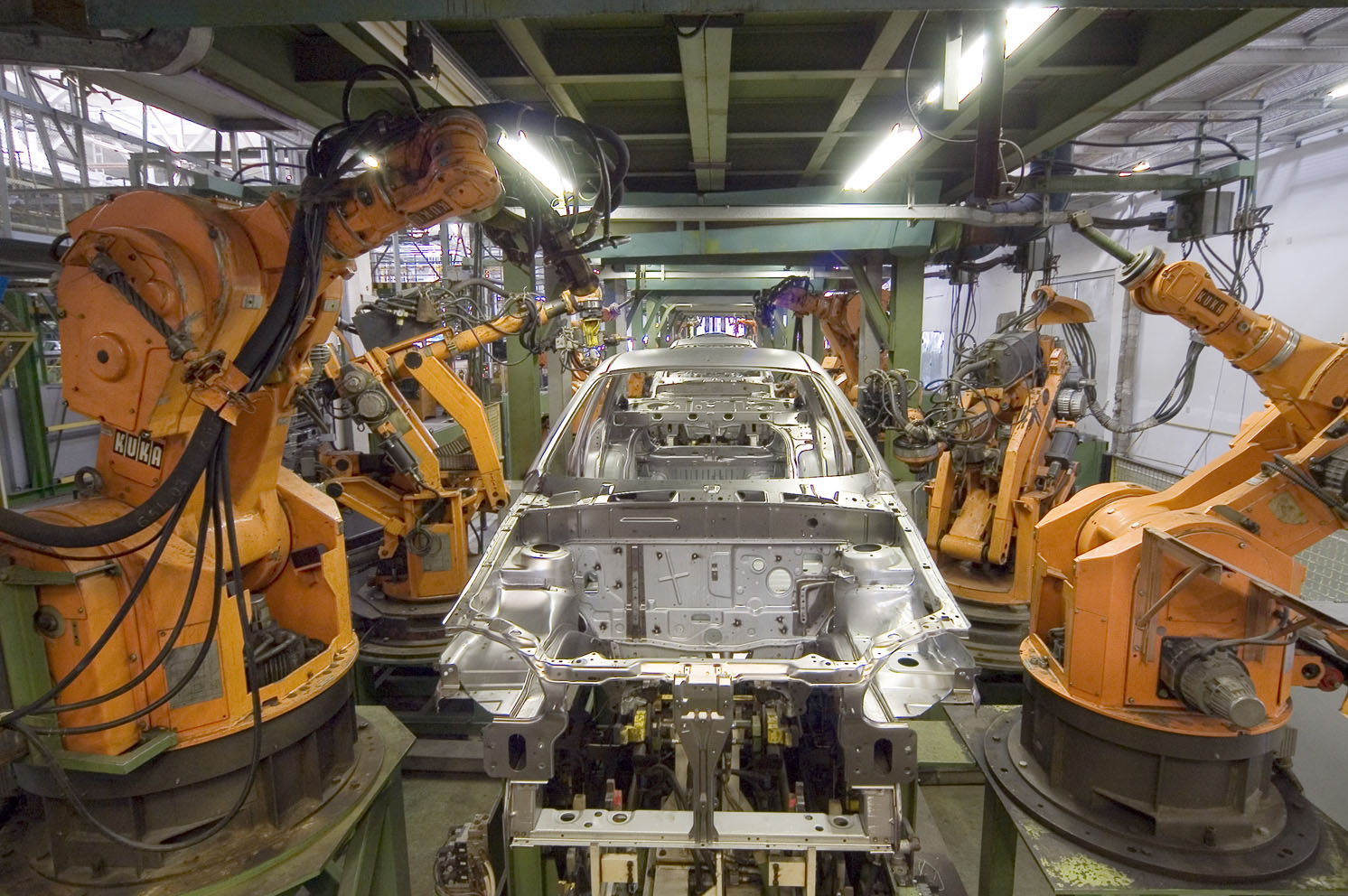
1983 الروبوتات الصناعية KUKA IR160 / 60 ، 601/60

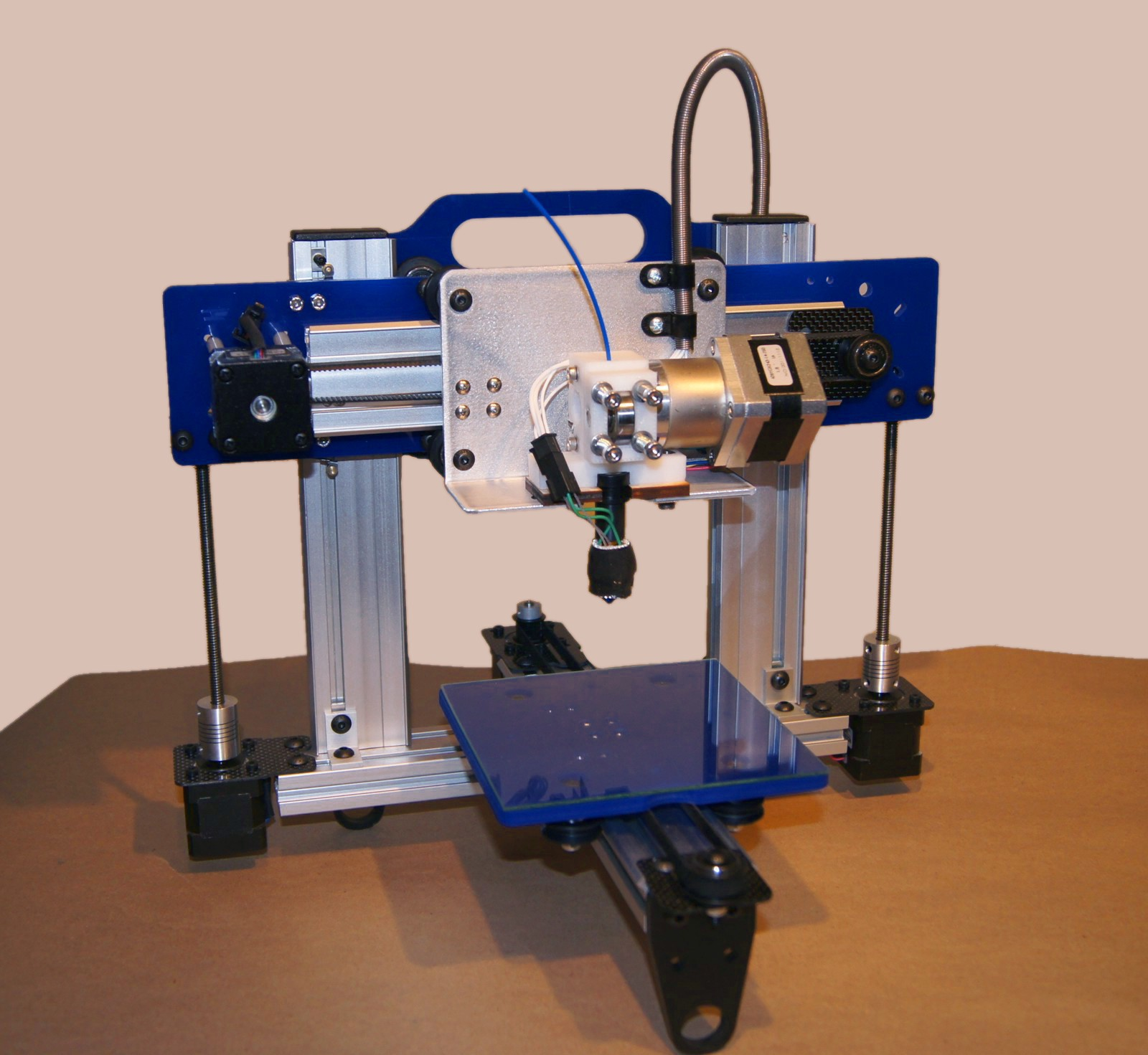
طابعة ثلاثية الأبعاد

تستند الثورة الصناعية الرابعة إلى الثورة الرقمية، التي تمثل طرقًا جديدة تصبح فيها التكنولوجيا جزءًا لا يتجزأ من المجتمعات وحتى جسم الإنسان. تتميز الثورة الصناعية الرابعة باختراق التكنولوجيا الناشئة في عدد من المجالات، بما في ذلك الروبوتات، والذكاء الاصطناعي، وتكنولوجيا النانو، والحوسبة الكمومية، والتكنولوجيا الحيوية، وإنترنت الأشياء (IoT)، والطباعة ثلاثية الأبعاد، والمركبات المستقلة.
في كتابه «الثورة الصناعية الرابعة»، يصف الأستاذ كلاوس شواب، المؤسس والرئيس التنفيذي للمنتدى الاقتصادي العالمي، كيف أن هذه الثورة الرابعة تختلف اختلافاً جوهرياً عن الثلاثة السابقة، التي تميزت بشكل رئيسي بالتقدم التكنولوجي. تتمتع هذه التقنيات بإمكانيات كبيرة للاستمرار في توصيل مليارات الأشخاص إلى الويب، وتحسين كفاءة الأعمال والمؤسسات بشكل جذري، والمساعدة في تجديد البيئة الطبيعية من خلال إدارة أفضل للأصول.

كان «إتقان الثورة الصناعية الرابعة» موضوع الاجتماع السنوي للمنتدى الاقتصادي العالمي لعام 2016 في دافوس كلوسترز، سويسرا.
وفقا ل Arik Segal ، تحتفظ الثورة الصناعية الرابعة بفرص فريدة لتحسين التواصل البشري وحل النزاعات.

تم استخدام كلمة «الثورة الصناعية الرابعة» لأول مرة في عام 2016، من قبل المنتدى الاقتصادي العالمي!
 والتي تم الإعلان عنها في منتدى دافوس العالمي عام 2016م، حیث اختار عنوان "الثورة الصناعية الرابعة" شعاراً لدورته السادسة والأربعين.